# Nufenen
Nufenen (toponimo tedesco; in romancio Novagnas, in italiano Novena, desueti) è una frazione di 139 abitanti del comune svizzero di Rheinwald, nella regione Viamala (Canton Grigioni).

## Geografia fisica
Nufenen è situato nell'alta valle del Reno Posteriore (in tedesco Rheinwald), sul versante settentrionale del passo del San Bernardino; il punto più elevato del territorio è la cima dell'Einshorn (2 944 m s.l.m.), sul confine con Mesocco.

## Storia

### Età medievale
Il villaggio di Nufenen, situato lungo la strada del passo del San Bernardino, fu di proprietà della famiglia De Sacco, signori di Mesocco, fino al 1277; anche dopo essere stato ceduto ai Von Vaz la comunità rimase legata al Moesano in ambito religioso, poiché la parrocchia di San Pietro di Hinterrhein, di cui Nufenen faceva parte, dipese ancora dal capitolo di San Vittore.
Attorno al 1280 coloni walser giunsero dalla Val Formazza e si insediarono nell'area di Nufenen, fino ad allora sfruttata come alpeggio dalle popolazioni di lingua romancia dello Schams; i Walser si misero al servizio sia dei De Sacco sia dei Von Vaz. Al 1343 risale la più antica menzione storica documentata del villaggio, allora indicato come Ovena. 

### Età moderna e contemporanea
All'epoca dello Stato delle Tre Leghe (1524-1798), l'economia di Nufenen (che apparteneva alla Lega Grigia in qualità di Nachbarschaft ("vicinato") del tribunale del Rheinwald) si basava sull'agricoltura, sull'allevamento e sui traffici attraverso il passo del San Bernardino: a quell'epoca Nufenen costituiva il villaggio più grande della vallata. Da un punto di vista ecclesiastico nel 1874 Nufenen costituì un'unica entità con Hinterrhein, situazione che nella storia si era già verificata dal XIV secolo al 1696. Con l'apertura della Ferrovia del Gottardo (1882) il settore dei trasporti venne duramente colpito, fatto che comportò un progressivo spopolamento del villaggio: tra il 1850 e il 1990 il numero di abitanti si ridusse di circa due terzi.

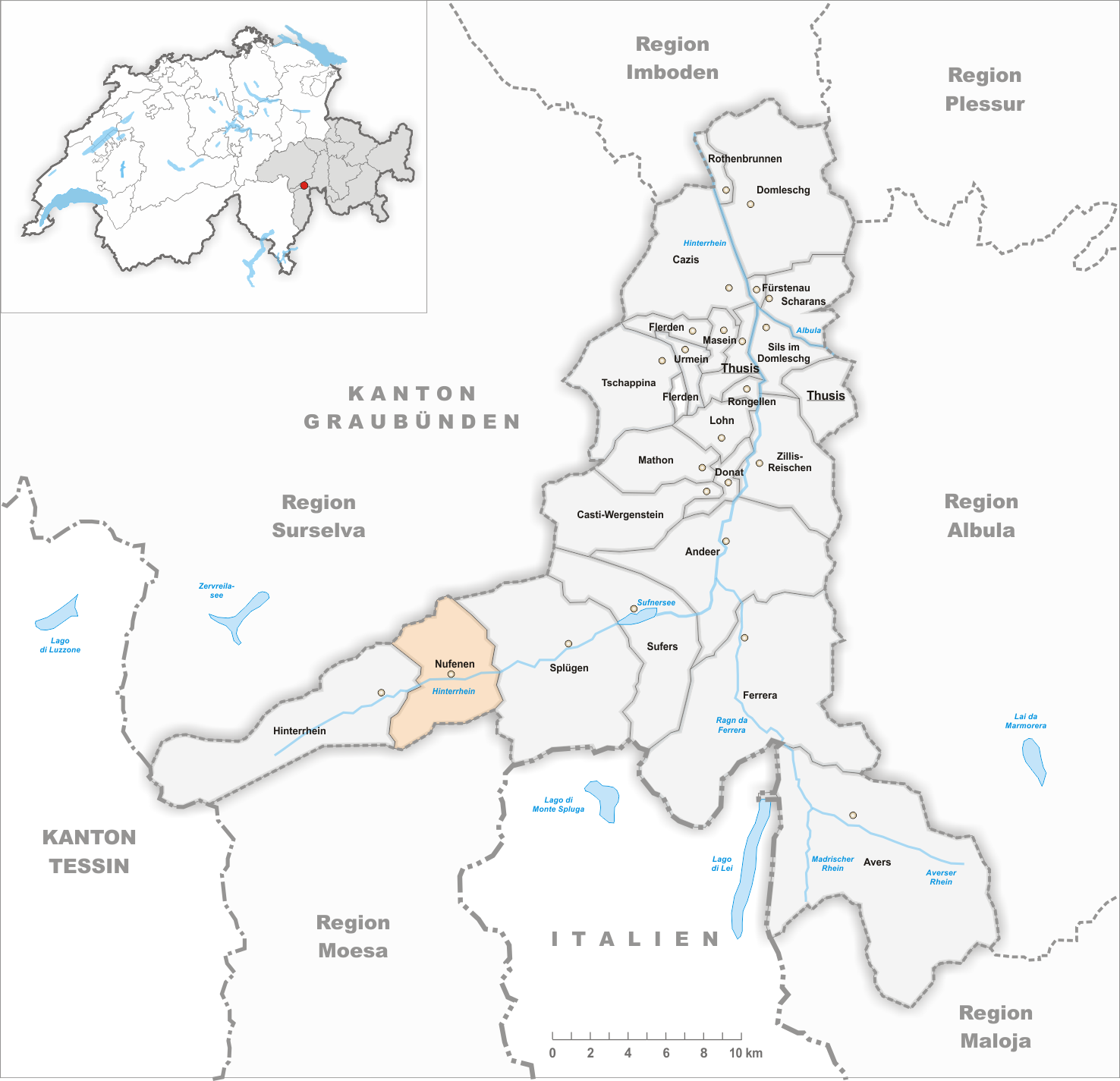
Il territorio del comune di Nufenen prima degli accorpamenti comunali del 2019

Dal 1851 fino al 31 dicembre 2018 Nufenen è stato un comune autonomo che si estendeva per 28,03 km²; il 1º gennaio 2019 è stato accorpato agli altri comuni soppressi di Hinterrhein e Splügen per formare il nuovo comune di Rheinwald.

## Monumenti e luoghi d'interesse

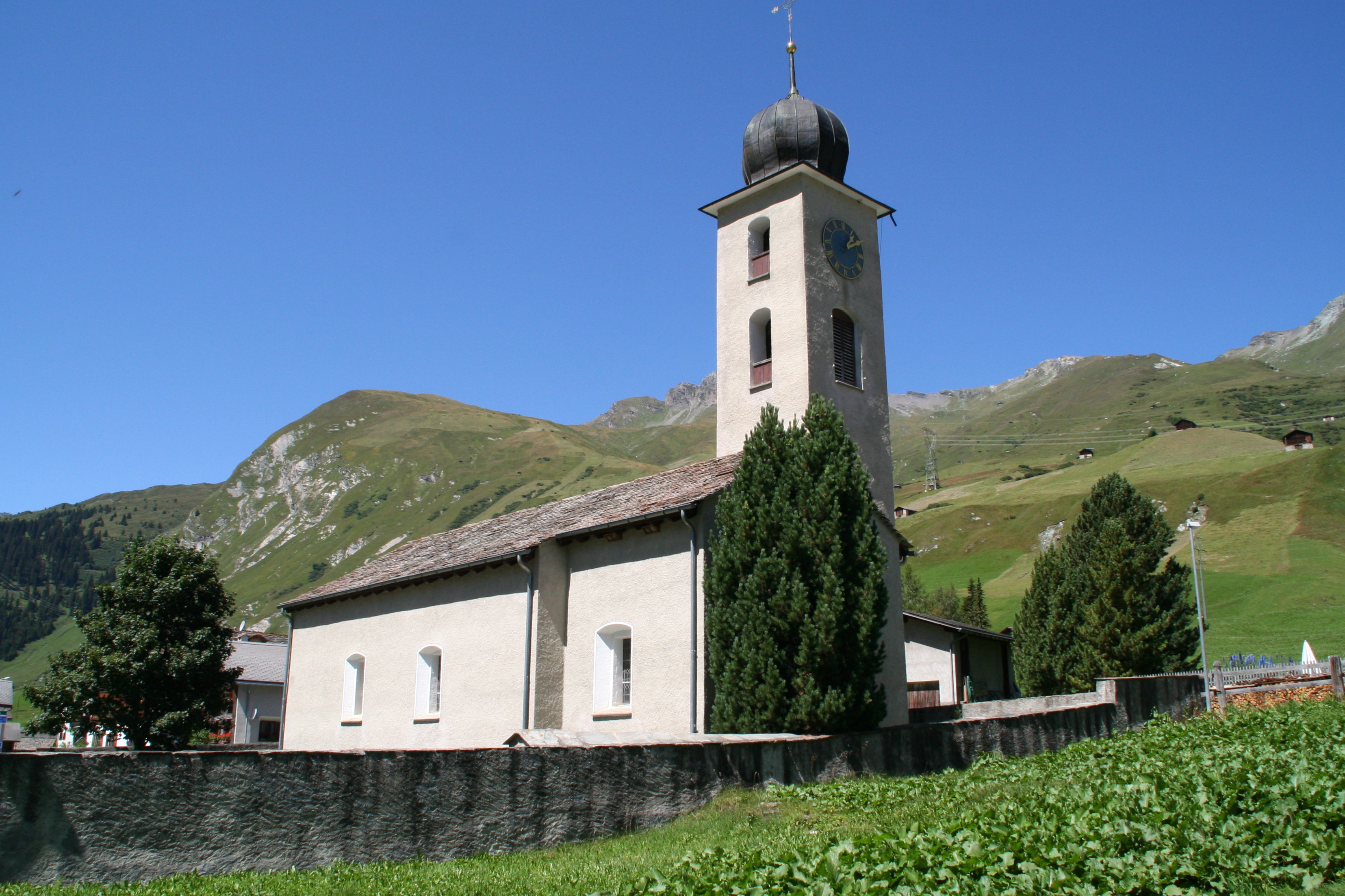
La chiesa riformata di Nufenen

- Chiesa riformata di Nufenen, eretta nel 1643[1].

## Società

### Evoluzione demografica
L'evoluzione demografica è riportata nella seguente tabella:
Abitanti censiti

## Economia
L'economia locale trae impulso principalmente dal settore primario.

## Infrastrutture e trasporti

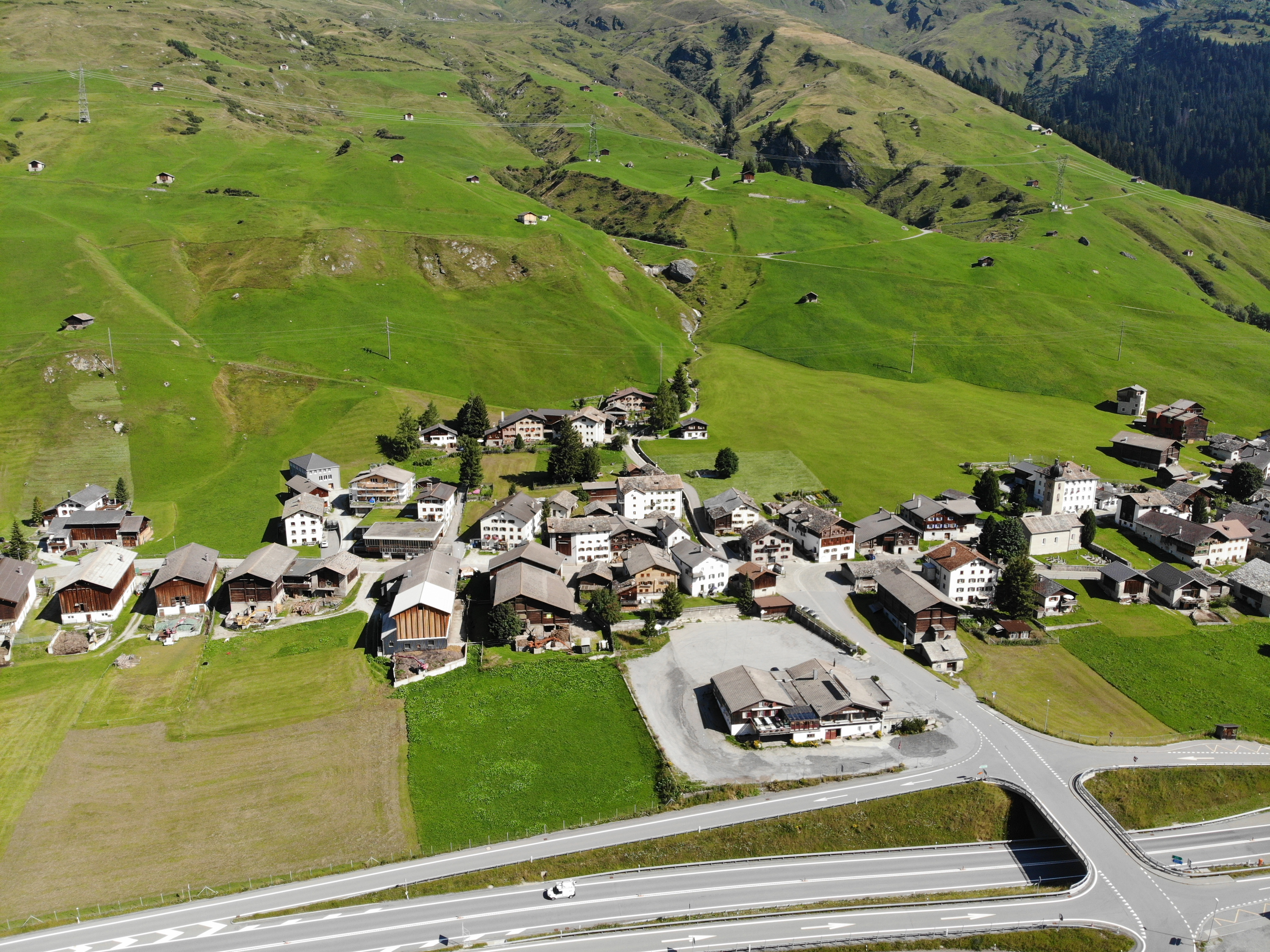
Nufenen e l'uscita autostradale omonima sull'autostrada A13/E43

Nufenen dista 33 km dalla stazione ferroviaria di Thusis, 57 km da Coira e 58 km da Bellinzona; è servito dall'uscita autostradale omonima sull'autostrada A13/E43.